# Walther Rauff

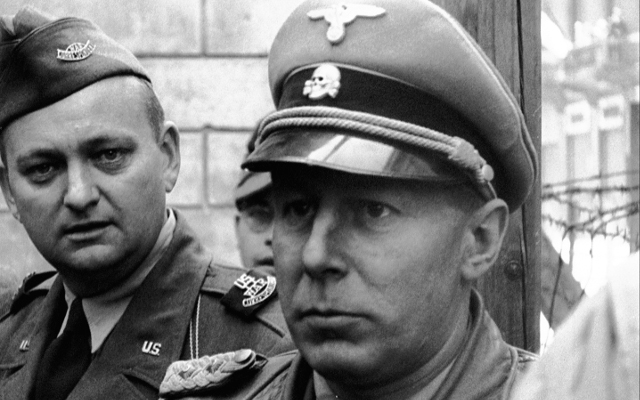
SS-Standartenführer Walther Rauff (rechts), 1945

Hermann Julius Walther Rauff, auch Walter Rauff, (* 19. Juni 1906 in Cöthen; † 14. Mai 1984 in Santiago de Chile) war in der Zeit des Nationalsozialismus Gruppenleiter im Reichssicherheitshauptamt (RSHA), maßgeblich am Einsatz von Gaswagen zur Ermordung von Juden und anderen KZ-Häftlingen beteiligt und Chef eines Einsatzkommandos im Nordafrikafeldzug. Rauff tauchte nach Kriegsende zunächst in Italien und Syrien unter und flüchtete 1949 nach Südamerika, wo er sich ab 1958 als Militärberater in Chile betätigte. Im September 2011 bestätigte der Bundesnachrichtendienst (BND), dass Rauff zwischen 1958 und 1962 auch als Agent des BND gearbeitet hatte. Neuere Recherchen des Investigativjournalisten Wilfried Huismann legen nahe, dass Rauff nach dem Putsch in Chile 1973 leitende Funktionen im chilenischen Geheimdienst DINA wahrnahm und zwischen 1973 und 1976 in San Antonio eine Gruppe deutscher Emigranten innerhalb des Dienstes führte, die das Verschwindenlassen Gefolterter organisierte.

## Leben
Der Sohn eines Bankprokuristen legte nach dem Schulbesuch in Magdeburg 1924 das Abitur ab. Nach eigenen späteren Aussagen wurde er von seinen Eltern „in nationalem und soldatischem Sinne erzogen“. Rauff trat 1924 in die Reichsmarine ein. Zuletzt als Kapitänleutnant Kommandant eines Minensuchbootes schied er Ende 1937 auf eigenen Wunsch aus, um einer drohenden unehrenhaften Entlassung wegen Ehebruchs zuvorzukommen.
Zum 1. Mai 1937 trat Rauff in die NSDAP (Mitgliedsnummer 5.216.415) und im Januar 1938 in die SS (SS-Nummer 290.947) ein, in der er am 20. April 1938 den Rang eines SS-Hauptsturmführers erhielt. In seiner SS-Personalakte wurde Rauff als „Alter Kämpfer“ geführt, dies deutet darauf hin, dass er bereits vor Hitlers „Machtergreifung“ 1933 die NSDAP unterstützte, als Marineangehöriger der Partei jedoch nicht beitrat. Ab Januar oder April 1938 arbeitete Rauff im SD-Hauptamt als Referent für Mobilmachungsangelegenheiten. In dieser Funktion prüfte er, wer vom SD-Personal im Kriegsfall „unabkömmlich“ war.
Nach dem Überfall auf Polen 1939 nahm Rauff an den Besprechungen der Amtchefs der Sicherheitspolizei und des SD unter Reinhard Heydrichs Leitung teil und protokollierte die seit Kriegsbeginn von den Einsatzgruppen durchgeführten Massenmorde in Polen. 1940 und 1941 war Rauff nach freiwilliger Meldung zur Marine Kommandeur einer Minensuchflottille an der Küste des Ärmelkanals, dann kehrte er zum Reichssicherheitshauptamt (RSHA) zurück. Seit 9. November 1940 SS-Sturmbannführer, übernahm er im RSHA die Leitung der Gruppen II D und VI F, die beide für technische Angelegenheiten zuständig waren. Mit der Ernennung Heydrichs zum Stellvertretenden Reichsprotektor von Böhmen und Mähren folgte er diesem nach Prag und organisierte das „Technische Nachrichtenwesen“ der dortigen Dienststelle. Zwischen Rauff und Heydrich bestand offenbar eine persönliche Freundschaft. Eine Gemeinsamkeit lag darin, dass auch Heydrich wegen seines privaten Lebenswandels unehrenhaft aus der Marine ausgeschieden war.

### Entwicklung der Gaswagen
Nach dem Angriff auf die Sowjetunion war Rauff als Gruppenleiter II D des RSHA einer der zentral Verantwortlichen für Völkermorde wie den Holocaust, den Porajmos an den damals „Zigeuner“ genannten Sinti und Roma und Kommunisten in der Sowjetunion. Schon bald nach Beginn der Massenmorde wurde nach Alternativen zu den Massenerschießungen gesucht: Neben den von Arthur Nebe und Albert Widmann durchgeführten Morden mit Sprengstoff wurden Tötungen mit Gaswagen diskutiert, wie sie seit Anfang 1940 vom Sonderkommando Lange in Polen praktiziert wurden. Bei den Gaswagen handelte es sich um Lastwagen mit geschlossenem Aufbau, in die Auspuffgase eingeleitet wurden. Rauff selbst äußerte 1972: „Ob ich damals Bedenken gegen den Einsatz der Gaswagen hatte, kann ich nicht sagen. Für mich stand damals im Vordergrund, dass die Erschiessungen für die Männer, die damit befasst wurden, eine erhebliche Belastung darstellten und dass diese Belastung durch den Einsatz der Gaswagen entfiel.“
Die Initiative zur Entwicklung der Gaswagen ging offenbar von Heydrich aus, Himmler war informiert. Heydrich beauftragte im September oder Oktober 1941 Rauff, der den Auftrag an seinen Untergebenen Friedrich Pradel vom RSHA-Referat II D 3a weitergab. Der für die Kraftfahrzeuge der Sicherheitspolizei zuständige Pradel bestätigte Rauff nach kurzer Zeit die „Machbarkeit“ eines Gaswagens. Rauff befahl Pradel, sich zum Bau der Gaswagen mit dem Chemiker Walter Heeß vom Kriminaltechnischen Institut (KTI) in Verbindung zu setzen, und beauftragte die Firma Gaubschat aus Berlin-Neukölln mit der Lieferung der Kastenaufbauten, während das RSHA die Fahrgestelle der Gaswagen beschaffte. Anfang November wurden zur „Erprobung“ des ersten Gaswagens 30 Häftlinge aus dem KZ Sachsenhausen vergast. Es wurde zunächst eine Serie von fünf oder sechs Gaswagen gebaut; ein erster Einsatz eines Gaswagens erfolgte im November in Poltawa durch das Sonderkommando 4a bei der Einsatzgruppe C. Für den 8. Dezember 1941 ist der Einsatz von Gaswagen im Vernichtungslager Kulmhof bezeugt. Vor dem 14. Dezember 1941 erteilte Rauff dem Chemiker August Becker den Befehl, den Einsatz der Gaswagen bei den Einsatzgruppen im Osten zu überprüfen.
Wahrscheinlich noch vor Jahresende 1941 wurden 30 weitere Gaswagen in Auftrag gegeben, die auf der Basis größerer Lastwagen gebaut werden sollten. Bis zum 23. Juni 1942 waren 20 davon ausgeliefert. Rauff war hierbei nicht allein für technische Fragen zuständig, sondern koordinierte den Einsatz der Fahrzeuge bei den Einsatzgruppen und wurde über dabei auftretende Probleme informiert. Auf Anforderung von Harald Turner, Chef des Verwaltungsstabes beim Militärbefehlshaber in Serbien, war ein Gaswagen zwischen April und Juni 1942 in Serbien im Einsatz. Nach einem Vermerk vom 5. Juni 1942, gefertigt im Rauff unterstehenden Referat II D 3a des RSHA, wurden seit Dezember 1941 allein mit drei beispielhaft angeführten Gaswagen 97.000 Menschen ermordet.

### Einsatzkommando in Nordafrika
Im Sommer 1942 war Rauff Chef eines Einsatzkommandos, das nach den Erfolgen der Achsenmächte im Afrikafeldzug Juden in Palästina und anderen Teilen des Vorderen Orients systematisch ermorden sollte. Die Nationalsozialisten gingen von einer verbreiteten Kollaborationsbereitschaft der Araber aus: „Die außergewöhnlich deutschfreundliche Stimmung der Araber ist im wesentlichen darauf zurückzuführen, daß man hofft, ‚daß Hitler kommen möge‘, um die Juden zu vertreiben“, so im Sommer 1942 der Chef des Auslandsgeheimdienstes, Walter Schellenberg. Mit zu dieser Einschätzung beigetragen hatte der islamische Geistliche und palästinensische arabische Nationalist Mohammed Amin al-Husseini, der sich ab 1941 im Exil in Deutschland aufhielt. Die anfänglichen Erfolge der Deutschen und Italiener im Afrikafeldzug weckten im Sommer 1942 Erwartungen an einen raschen Vorstoß nach Ägypten und weiter nach Palästina.
Die Aufstellung eines Einsatzkommandos wurde im Juli 1942 beschlossen und rasch umgesetzt: Am 1. Juli 1942 sprachen Walter Schellenberg und Himmler über einen „Einsatz in Ägypten“; offenbar am gleichen Tag erteilte auch Hitler seine Zustimmung. Am 13. Juli wurde eine Richtlinie zwischen der SS und dem Oberkommando der Wehrmacht vereinbart, die weitgehend den Vereinbarungen für den Massenmord in der Sowjetunion entsprach: Das Einsatzkommando, so die Vereinbarung, sei berechtigt, „im Rahmen seines Auftrages in eigener Verantwortung gegenüber der Zivilbevölkerung Exekutivmaßnahmen zu treffen.“ Das unter Rauffs Kommando stehende, 24 Mann starke Einsatzkommando wurde am 29. Juli nach Athen verlegt. Rauff, seit 30. Januar 1942 im Rang eines SS-Obersturmbannführers, war am 20. Juli nach Tobruk geflogen, um von Generalfeldmarschall Erwin Rommel Befehle für den Einsatz des Kommandos entgegenzunehmen. Eine persönliche Begegnung zwischen Rommel und Rauff gilt als unwahrscheinlich, da sich zeitgleich – 500 km von Tobruk entfernt – die erste Schlacht von El Alamein in ihrer Endphase befand. Rauff selbst gab später an, sich in Tobruk mit dem Stabschef Rommels, Oberstleutnant Siegfried Westphal, getroffen zu haben. Die Schlacht bei El Alamein stoppte die deutsche und italienische Offensive; deshalb wurde Rauffs Kommando nach dem 18. September 1942 von Athen nach Deutschland zurückverlegt.
Rauffs Einsatzkommando kam dann ab dem 24. November 1942 in Tunesien zum Einsatz: Am 8. November waren alliierte Truppen in der Operation Torch in Marokko und Algerien an Land gegangen. Auf Befehl Hitlers landeten daraufhin deutsche Truppen in Tunesien, das bis dahin unter Kontrolle des Vichy-Regimes stand. Rauffs Einheit bestand zunächst aus 24 Mann und wurde dann auf 100 Mann aufgestockt. Am 6. Dezember einigte sich Rauff in einer Besprechung mit dem General Walther Nehring und dem deutschen Diplomaten Rudolf Rahn auf den Einsatz von jüdischen Zwangsarbeitern zum Ausbau der deutschen Frontlinien. Rauff befahl anschließend führenden Vertretern der jüdischen Gemeinde in Tunis, einen Judenrat zur Umsetzung der deutschen Anordnungen zu bilden sowie sofort 2.000 jüdische Zwangsarbeiter bereitzustellen. Zudem sollten die Zwangsarbeiter auf dem Rücken einen gelben Stern tragen; bei Nichtbefolgung des Befehls drohte er mit der Verhaftung von 10.000 Juden. Der jüdischen Gemeinde war es in der Kürze der Zeit nicht möglich, die geforderten Zwangsarbeiter zu stellen. Deshalb ließ Rauff am 9. Dezember die Hauptsynagoge stürmen, die dort Betenden verhaften und in das Lager Cheylus, 65 Kilometer südlich von Tunis, deportieren. Die Zahl der jüdischen Zwangsarbeiter wurde beständig erhöht, zuletzt am 21. April 1943. In Tunesien existierten zwischen 30 und 42 Arbeitslager, in denen die Zwangsarbeiter unter teilweise katastrophalen Bedingungen untergebracht waren.
Parallel dazu wurden von den jüdischen Gemeinden hohe Geldsummen erpresst: Bis April 1943 waren dies 50 Millionen Francs. Von der jüdischen Gemeinde auf der Insel Djerba wurden zunächst 10 Millionen Francs gefordert, dann 50 Kilogramm Gold; tatsächlich abgeliefert wurden 43 Kilogramm. Die „Zwangsabgaben“ begründete Rauffs Einsatzkommando mit den Schäden, die bei alliierten Luftangriffen auf tunesische Städte entstanden seien und für die das „internationale Judentum“ verantwortlich sei. Die von anderen Einsatzgruppen verübten Massenmorde blieben in Tunesien aus: Als Gründe werden fehlende Transportkapazitäten, die für den Nachschub der Wehrmacht benötigt wurden, ferner die ablehnende Haltung des italienischen Bündnispartners, die Opposition des französischen Generalrepräsentanten Jean-Pierre Estéva sowie die Nähe der alliierten Truppen genannt.
Nach der deutschen Niederlage im Tunesienfeldzug wurden Rauff und die gesamte Einsatzgruppe am 9. Mai 1943 nach Neapel ausgeflogen. Vier Tage später kapitulierten die deutschen und italienischen Truppen in Tunesien. Nach einem mehrwöchigen Einsatz in Korsika war Rauff ab Anfang September 1943 als Kommandeur der Gruppe „Oberitalien-West“ an der „Partisanenbekämpfung“ beteiligt. In dieser Funktion war er dem Befehlshaber der Sicherheitspolizei und des SD (BdS) in Italien, Wilhelm Harster, unterstellt. Seinen Sitz hatte er in Mailand. Rauffs Kommando begegnete dem italienischen Widerstand gegen die deutsche Besatzung mit brutalen Vergeltungsaktionen. Einem Ordensvorschlag vom Februar 1945 zufolge hatte Rauff im Dezember 1943 eine Serie von Streiks in Mailand, Turin und Genua „teilweise durch hartes Zupacken, teilweise durch geschickte Verhandlungen und Vorbeugungsmaßnahmen“ bekämpft. Zu Rauffs Untergebenen gehörte wie in Tunis Theo Saevecke, der für die Ermordung von 15 Geiseln im August 1944 in Mailand verantwortlich war.
Am 21. Juli 1944 zum SS-Standartenführer befördert, war Rauff 1945 kurzzeitig an Verhandlungen zur Kapitulation der Wehrmacht in Italien beteiligt. Der Erzbischof von Mailand, Alfredo Ildefonso Schuster, hatte Rauff zuvor mitgeteilt, dass die Alliierten die Befreiung des nordwestlichen Italien den italienischen Partisanen überlassen wollten. Der Kardinal fürchtete Kämpfe zwischen den Partisanen und den Resten des Mussolini-Regimes, die zu sinnlosem Blutvergießen und Zerstörungen führen könnten und seiner Meinung nach dem „Bolschewismus“ Vorschub leisten würden. Nach der Zustimmung seines Vorgesetzten Wilhelm Harster nahm Rauff über Monsignore Giuseppe Bicchierai (1898–1987), den Sekretär des Kardinals, Kontakt zu Allen Dulles auf, um einen Einmarsch alliierter Truppen zu erreichen. Dulles, zu dieser Zeit für den US-Geheimdienst Office of Strategic Services (OSS) in Bern tätig, lehnte ebenso wie die Briten und Vertreter des italienischen Widerstands die Vorstellungen des Kardinals ab.

### Internierung und Arbeit für den syrischen Geheimdienst
Zu Rauffs Verbleib nach Kriegsende wurden 2002 Unterlagen der CIA und 2005 Akten des MI5 freigegeben. Im September 2011 wurde die 900 Seiten umfassende Personalakte Walter Rauffs beim Bundesnachrichtendienst (BND) von der internen Forschungs- und Arbeitsgruppe „Geschichte des BND“ zugänglich gemacht. In einer eigenen Publikation bestätigte der BND-Historiker Bodo Hechelhammer offiziell die Tätigkeit Rauffs für den Auslandsnachrichtendienst. Er erklärte darin, dass die Anwerbung Rauffs „aus heutiger Sicht politisch-moralisch nicht nachvollziehbar“ sei. Dabei bestätigten sich Angaben des Kriminologen und Historikers Dieter Schenk von 2001, dass Rauff für den BND gearbeitet hatte.
Als Rauff am 30. April 1945 von alliierten Truppen gefangen genommen wurde, hatte er sich zusammen mit anderen SS-Mitgliedern im Hotel Regina in Mailand verschanzt, da er Lynchjustiz befürchtete. Die Verhöre Rauffs während der Internierung ergaben für den Vernehmungsbeamten folgenden Eindruck: „Rauff hat seine Organisation des politischen Verbrechertums stromlinienförmig perfektioniert und ist darauf stolz. Von Natur aus zynisch und anmaßend, aber eher listig und verstohlen als intelligent, betrachtet er seine Taten als Selbstverständlichkeit.“ Wohl auch auf Grund aufgefundener deutscher Dokumente empfahl der Beamte eine lebenslange Internierung Rauffs. In einem Bericht des Counter Intelligence Corps (CIC) werden Rauff mangelnde Kooperationsbereitschaft sowie kaum verhüllte Verachtung und andauernde Böswilligkeit gegenüber den Alliierten bescheinigt.
Im Dezember 1946 gelang Rauff die Flucht aus einem amerikanischen Internierungslager in Rimini. Nach Rauffs eigenen Angaben hielt er sich 18 Monate in verschiedenen Konventen des Heiligen Stuhls versteckt, offenbar wurde er dabei von dem katholischen Bischof Alois Hudal unterstützt.
Im Juli 1948 trat Rauff in Rom als Werber für Captain Akram Tabarr, auch Jean Hamsi genannt, vom syrischen Nachrichtendienst auf, im November 1948 reiste er mit seiner Familie nach Syrien aus. Am 11. April 1949 putschte in Syrien das Militär, welches im Palästinakrieg gegen die israelischen Streitkräfte unterlegen war. Das Militärregime von Husni az-Za'im griff auf deutsche Sicherheitskräfte zurück, um für einen künftigen Krieg gegen Israel vorbereitet zu sein. Rauff hatte noch in Rom derartige „Experten“ angeworben und spielte innerhalb der „Expertengruppe“ eine führende Rolle: Nach den amerikanischen Geheimdienstberichten war Rauff am Aufbau der syrischen Geheimpolizei Deuxième Bureau beteiligt, ebenso soll er enge Kontakte zum Chef des syrischen Militärgeheimdienstes unterhalten haben. Der Organisation Gehlen, dem unter amerikanischer Führung entstandenen neuen deutschen Geheimdienst, war dabei der Aufenthalt Rauffs in Syrien bekannt. Reinhard Gehlen erwog nach amerikanischen Geheimdienstinformationen zunächst, Rauff in Syrien als Agent einzusetzen, entschied sich dann aber, das Engagement weiterer ehemaliger Wehrmachtoffiziere in Syrien zu verhindern. Bei einem zweiten Militärputsch im August 1949 wurde Rauff verhaftet: Von syrischer Seite wurde behauptet, Rauff habe – vermutlich gegen Juden – Folter eingesetzt, um Geständnisse zu erpressen. Amerikanische Geheimdienstberichte vermuteten den Grund für Rauffs Verhaftung in seiner Ratgeberfunktion für den bisherigen Militärmachthaber. Rauff musste Syrien verlassen und kehrte über den Libanon nach Italien zurück. Nach Angaben des israelischen Journalisten Shraga Elam soll Rauff Ende der 1940er Jahre auch für den israelischen Geheimdienst gearbeitet haben.

### Flucht nach Südamerika und Tätigkeit für den BND
Der BND hat die gesamte Rauff-Akte freigegeben. Sie liegt im Bundesarchiv in Koblenz.
Im November 1949 hielt sich Rauff unter falschem Namen in Rom auf; am 17. Dezember verließ er zusammen mit seiner Frau und beiden Kindern Europa auf der sogenannten Rattenlinie per Schiff Richtung Ecuador. Nach amerikanischen Geheimdienstunterlagen ließ sich Rauff mit seiner Familie in Quito nieder. Dort fand er Arbeit als Vertreter für die Bayer AG und das US-amerikanische Pharmazieunternehmen Parke-Davis. Die CIA verdächtigte Rauff, auch in Ecuador für Geheimdienste zu arbeiten, konnte dies aber nicht endgültig klären.
In Quito freundete sich Rauff mit dem zwischen 1956 und 1959 als Militärdiplomat in Ecuador tätigen chilenischen Major Augusto Pinochet an, der dort am Aufbau der Kriegsakademie Ecuadors beteiligt war und Rauff im Auftrag des chilenischen Oberkommandos als Militärberater für Chile anwarb. Rauff selbst gab 1979 an, er sei in Ecuador von dem späteren chilenischen Diktator auf die Vorzüge eines Lebens in Chile aufmerksam gemacht worden. Nach den Erkenntnissen der CIA zog Rauff im Oktober 1958 von Ecuador nach Chile. Um den Bezug seiner Pension als Marineoffizier sicherzustellen, teilte Rauff seine neue Anschrift dem bundesdeutschen Finanzministerium mit. 1959 erhielt er eine dauerhafte Aufenthaltserlaubnis für Chile; 1960 reiste Rauff mit seiner Frau in die Bundesrepublik. Dabei benutzte er einen chilenischen Pass auf den Namen Hermann Julius Walter Rauff Bauermeister, wobei Bauermeister der Geburtsname seiner Mutter war.
1958 warb der BND Rauff auf Vorschlag der vormaligen SS-Führer und späteren BND-Mitarbeiter Wilhelm Beisner (alias „Bertram“) und Rudolf Oebsger-Röder, die beide Rauff aus dem RSHA kannten, als „nachrichtendienstliche Verbindung“ an. In einem BND-Vermerk von 1984 heißt es, „(man) wußte […] von Anfang an, mit wem man es zu tun hatte […], da Rauff aus seiner Vergangenheit nirgends ein Hehl machte“. Rauffs Auftrag bestand unter anderem darin, Informationen aus Kuba zu der Frage zu beschaffen, wie weit sich Fidel Castro vom Westen entfernt habe. Allerdings erhielt er kein Einreisevisum. Zwischen 1960 und Februar 1962 hielt Rauff sich mehrfach zur Weiterbildung durch den BND in der Bundesrepublik auf, wiewohl seit 1961 ein bundesdeutscher Haftbefehl vorlag. Der BND führte ihn unter dem Decknamen „Enrico Gomez“ als Agent „V-7.410“ und zahlte ihm eine monatliche Pauschale von 3.000 DM. Als Rauff aufgrund seiner NS-Belastung Strafverfolgung drohte, übernahm der BND auch einen Teil der Anwaltskosten. Den Akten zufolge waren die Meldungen Rauffs jedoch weitgehend wertlos, sodass sein Honorar gekürzt wurde. Insgesamt zahlte der BND ihm bis 1963 eine Summe von 70.000 Deutsche Mark. Wegen der Verhaftung in Chile stellte der BND seine Kontakte zu Rauff ein.

### Tätigkeit in Chile
Im April 1961 wurde Rauffs Name beim Eichmann-Prozess in Israel genannt. Dies führte zu einem Auslieferungsantrag der Bundesrepublik Deutschland. Anfang Dezember 1962 wurde Rauff in Punta Arenas, im äußersten Süden Chiles, festgenommen und kurzzeitig inhaftiert. Seine Auslieferung lehnte der chilenische Oberste Gerichtshof im Frühjahr 1963 ab, da nach chilenischem Recht Mord nach 15 Jahren verjährt war. Rauff, der vom Eichmann-Verteidiger Robert Servatius beraten worden war, gründete später eine Fischfabrik und kam zu Wohlstand. Bereits in dieser Zeit nahm Rauff eine zentrale Stellung in einem Netzwerk ehemaliger Nazis und SS- und Gestapo-Offiziere ein, die vom chilenischen Militär als Berater genutzt wurden.
Nach Aussagen von Zeitzeugen war Rauff in der Zeit der Militärdiktatur nach dem Putsch in Chile 1973 eng in die Unterdrückung der Opposition eingebunden. 2015 berichteten ehemalige Bewohner, dass er die damals als Foltergefängnis und Waffenlager der chilenischen Geheimpolizei Dirección de Inteligencia Nacional (DINA) genutzte deutschsprachige Sektensiedlung Colonia Dignidad mehrfach besucht und dort im Dezember 1974 unter Decknamen eine Schulung für das Wachpersonal geleitet habe. Rauff wird auch mit dem Bau eines Gaswagens zur Tötung Gefangener in der Siedlung in Zusammenhang gebracht, mit dessen Existenz Paul Schäfer geprahlt haben soll. Zeugen aus dem chilenischen Militär und der DINA bestätigen, dass er als „internationaler Experte“ für den DINA-Chef Manuel Contreras arbeitete und diesen bei der Ausbildung des DINA-Personals und bei der Organisation des Unterdrückungsapparats beriet. Rauff galt als Spezialist für die sogenannte Solución Final („Endlösung“), womit in der chilenischen Diktatur die Ermordung von inneren Feinden bezeichnet wurde, die nach ihrer Folter nicht mehr freigelassen werden sollten. Rauff organisierte unter Pinochets Befehl bereits in der Zeit kurz vor dem Putsch den Bau eines Konzentrationslagers in der Atacama-Wüste und war später als Leiter einer hauptsächlich aus deutschen Emigranten bestehenden Gruppe innerhalb von Pinochets Geheimdienst damit befasst, Wege zu finden, die Leichen der Ermordeten möglichst unauffällig verschwinden zu lassen. So wurden „ausgefolterte“ Oppositionelle aus den Folterstützpunkten der DINA mit unauffälligen Kühlwagen in eine Fischfabrik in San Antonio gebracht und dort erschossen. Ihre Körper wurden anschließend zu Fischmehl verarbeitet oder in einem eigentlich für streunende Straßenhunde gedachten Krematorium verbrannt. Wie der BND 2023 erstmals bestätigte, war ihm die Tätigkeit Rauffs „als einer der ‚Ejecutores‘“ („Vollstrecker“) der chilenischen Geheimpolizei 1974 bekannt; der deutsche Geheimdienst schätzte ihn dabei als rein ausführendes Organ ohne Befehlskompetenz ein. Anhand eines privaten Fotos, das Rauff 1976 an seinen Neffen in Kiel geschickt hatte, konnte der in Chile recherchierende Investigativjournalist Wilfried Huismann 2023 Zeitzeugen ausfindig machen, die den unter verschiedenen Decknamen agierenden Rauff identifizierten. Ihre Aussagen deuten entgegen der Einschätzung des BND darauf hin, dass Rauff unmittelbar mit Contreras zusammenarbeitete, Mitglied der DINA-Führung war und als Planer und Befehlshaber auftrat.

### Internationale Bemühungen um Auslieferung ab 1970
Nach der Wahl Salvador Allendes zum chilenischen Staatspräsidenten im Jahr 1970 sah Simon Wiesenthal die Möglichkeit, Rauffs Auslieferung zu erreichen. Allende lehnte eine Auslieferung aus formalen Gründen ab: Er teilte Wiesenthal mit, dass auf Grund der Gewaltenteilung nur Gerichte über eine Auslieferung entscheiden könnten, und regte an, die deutschen Behörden sollten ein neues Auslieferungsersuchen stellen. Dazu kam es nach dem Militärputsch von 1973 nicht mehr.
1972 machte Rauff freiwillig eine Aussage als Zeuge im Verfahren gegen Bruno Streckenbach, den Chef der Hamburger Gestapo und maßgeblichen Organisator der Einsatzgruppen. Die Vernehmung erfolgte durch deutsche Richter in der deutschen Botschaft in Santiago de Chile.
Einem 1974 während der Militärdiktatur in Chile unter Pinochet entstandenen CIA-Bericht zufolge lebte Rauff in Porvenir auf Feuerland und soll sich dort der Viehzucht gewidmet haben. Nach anderen Angaben soll er kurz nach dem Putsch nach Santiago de Chile gezogen und dort als Besitzer einer Konservenfabrik zu Wohlstand gekommen sein. Schon zu dieser Zeit berichtete die französische Zeitung Le Monde, Rauff arbeite in führender Funktion beim chilenischen Geheimdienst DINA. Anhand der veröffentlichten CIA-Berichte lässt sich kein klares Bild von einer Beteiligung Rauffs an den Menschenrechtsverletzungen der Pinochet-Diktatur gewinnen, da die Berichte zum Schutz der nachrichtendienstlichen Quellen nur eingeschränkt freigegeben wurden. Noch im März 1976 war sich die CIA offenbar unsicher, ob Rauff – und wenn ja, in welcher Funktion – für die chilenischen Sicherheitsbehörden tätig war.
1980 scheiterte ein Versuch israelischer Agenten, Rauff und Klaus Barbie zu liquidieren. Am 12. April 1983 wandte sich Simon Wiesenthal an US-Präsident Ronald Reagan mit der Bitte, sich in Chile für Rauffs Auslieferung einzusetzen. Eine im August und September 1983 von der CIA auf Anfrage des US-Außenministeriums durchgeführte Untersuchung ergab keine Verbindungen des eigenen Hauses mit Rauff. Im Dezember 1983 stellte ein Beamter des US-amerikanischen Außenministeriums bei einem Besuch in der Bundesrepublik Deutschland fest, dass dort tatsächlich ein Interesse an Rauffs Auslieferung bestehe. Am 20. Januar 1984 reiste Beate Klarsfeld nach Chile, um Rauffs Auslieferung zu fordern. In den folgenden drei Wochen wurde sie zweimal festgenommen, unter anderem bei einer Demonstration vor Rauffs Haus. Am 1. Februar forderte ein israelischer Diplomat in Santiago de Chile die Auslieferung Rauffs; dem schloss sich am 19. Februar das Europäische Parlament in einer Resolution an. Nach einem Treffen Ronald Reagans mit Simon Wiesenthal erklärte ein amerikanischer Regierungssprecher, die amerikanische Regierung wolle nationalsozialistische Kriegsverbrecher vor Gericht gestellt sehen. Innerhalb der US-Regierung war der auf Chile ausgeübte Druck umstritten, so sah der Botschafter in Santiago de Chile die Interessen der USA in Chile gefährdet, konnte sich mit dieser Haltung aber nicht durchsetzen. Am 29. Februar 1984 forderte der deutsche Botschafter Hermann Holzheimer im chilenischen Außenministerium die Abschiebung Rauffs. Eine Abschiebung statt einer Auslieferung – so die deutschen Überlegungen – sei juristisch einfacher und mache keine erneute Entscheidung des obersten chilenischen Gerichtes erforderlich. Die chilenische Regierung lehnte eine Überstellung Rauffs ab, es sei denn, es würden neue Beweise vorgelegt, die bei der Gerichtsentscheidung 1963 noch nicht bekannt waren. Der Außenminister des chilenischen Militärregimes, Jaime del Valle, nannte die US-amerikanische Unterstützung für die deutschen Forderungen im März 1984 „beunruhigend, unlogisch, unakzeptabel und absurd“.
Bereits länger an Lungenkrebs erkrankt, starb Rauff zwei Monate später am 14. Mai 1984 an einem Herzinfarkt.